# Short Sunderland
De Short Sunderland (vernoemd naar Engelse plaats Sunderland) was een Britse vliegboot gebouwd door Short Brothers. De Short Sunderland was een militaire doorontwikkeling van de Short S.23 Empire vliegboot. Het was een van de krachtigste en meest gebruikte vliegboten van de Tweede Wereldoorlog. Het prototype vloog in oktober 1937.

## Operationele geschiedenis
Bij het uitbreken van de oorlog waren er bij het RAF Coastal Command drie squadrons met Sunderlands in dienst. Het toestel werd ingezet bij de U-bootbestrijding op de Atlantische Oceaan. Een van de bekendste wapenfeiten van een Sunderland is de redding op 21 september 1939 van 34 overlevenden van het getorpedeerde koopvaardijschip Kensington Court. Tijdens de evacuatie van Kreta vervoerde één Sunderland 87 personen.
Een aantal Sunderlands is na de oorlog ingezet toen de stad West-Berlijn via de Berlijnse luchtbrug werd bevoorraad. De toestellen vlogen vanaf de Elbe bij Hamburg-Finkenwerder naar de Tegeler See.